# Sandy Springs (Georgia)
Sandy Springs es una ciudad ubicada en el condado de Fulton en el estado estadounidense de Georgia. En el censo de 2010, su población era de 93.853. Los servicios de la ciudad se desarrollan gracias la colaboración público-privada. Sandy Springs, a primera vista, parece ser dirigida al igual que otras ciudades de tamaño similar, con una forma de gobierno administrada por un consejo. Sin embargo, es la primera ciudad de Estados Unidos en subcontratar a gran escala los servicios públicos a empresas del sector privado.

## Demografía
En el 2000 la renta per cápita promedia del hogar era de $106,240, y el ingreso promedio para una familia era de $129,810. El ingreso per cápita para la localidad era de $70,790. Los hombres tenían un ingreso per cápita de $116,406 contra $169,815 para las mujeres.

## Geografía
Sandy Springs se encuentra ubicada en las coordenadas 33°56′15″N 84°22′7″O / 33.93750, -84.36861 (33.9375, -84.368611).
Según la Oficina del Censo, la localidad tiene un área total de 101,1 km² (39,0 mi²), de la cual 97,7 km² (37,7 mi²) es tierra y 3,2 km² (1 mi²) (3.10%) es agua.